# Облак, Бранко
Бра́нко О́блак (словен. Branko Oblak; 27 мая 1947, Любляна, ФНРЮ) — югославский футболист, полузащитник, словенский футбольный тренер. В ноябре 2003 года был признан УЕФА лучшим футболистом Словении последних 50-ти лет.

## Карьера

### Клубная
Бранко Облак, воспитанник клуба «Свобода» Любляна, за основной состав команды так и не вышел и в 1963 году перешёл в местную «Олимпию)», за которую дебютировал 20 мая 1966 года в Белграде в принципиальном матче с «Партизаном», и в котором забил два мяча, принёсшие победу «Олимпии» 2:1. Всего за «Олимпию» Облак провёл 181 матч в чемпионате Югославии и забил 34 гола.
В 1973 году Облак перешёл в «Хайдук» из Сплита, за который он выступал на протяжении двух сезонов, выиграв два чемпионата Югославии. По окончании первого сезона в «Хайдуке», Облак был взят Вуядином Бошковым, главным тренером сборной Югославии, в качестве игрока основного состава на чемпионат мира, став вместе с Данило Попиводой первым словенцем, игравшим на мундиалях. Облак хорошо провёл турнир и был включён в символическую сборную чемпионата мира. По окончании сезона был выбран кандидатом на Золотой мяч.
| Клуб           | Сезон   | Чемпионат Югославии | Чемпионат Югославии | Кубок Югославии | Кубок Югославии | Кубок европейских чемпионов | Кубок европейских чемпионов | Итого | Итого |
| Клуб           | Сезон   | Игры                | Голы                | Игры            | Голы            | Игры                        | Голы                        | Игры  | Голы  |
| -------------- | ------- | ------------------- | ------------------- | --------------- | --------------- | --------------------------- | --------------------------- | ----- | ----- |
| Хайдук (Сплит) | 1973/74 | 28                  | 5                   | 6               | 1               | 0                           | 0                           | 34    | 6     |
| Хайдук (Сплит) | 1974/75 | 7                   | 4                   | 3               | 2               | 1                           | 1                           | 11    | 7     |
| Хайдук (Сплит) | Итого   | 35                  | 9                   | 9               | 3               | 1                           | 1                           | 45    | 13    |

В 1975 году Облак подписал двухгодичный контракт с немецким клубом «Шальке 04», он помог команде занять второе место в Бундеслиге, а затем во второй раз был назван кандидатом на звание лучшего футболиста Европы. Через год после прибытия в ФРГ, Облак поехал, вместе со сборной, на чемпионат Европы, где югославы дошли до полуфинала, проиграв ФРГ в дополнительное время, а затем проиграли и матч за третье место Голландии. После турнира, Облак принял решение завершить карьеру в сборной.
| Клуб      | Сезон   | Чемпионат ФРГ | Чемпионат ФРГ | Кубок ФРГ | Кубок ФРГ | Кубок УЕФА | Кубок УЕФА | Итого | Итого |
| Клуб      | Сезон   | Игры          | Голы          | Игры      | Голы      | Игры       | Голы       | Игры  | Голы  |
| --------- | ------- | ------------- | ------------- | --------- | --------- | ---------- | ---------- | ----- | ----- |
| Шальке 04 | 1975/76 | 21            | 2             | 1         | 0         | 0          | 0          | 22    | 2     |
| Шальке 04 | 1976/77 | 28            | 3             | 5         | 1         | 6          | 0          | 11    | 7     |
| Шальке 04 | Итого   | 49            | 5             | 6         | 1         | 6          | 0          | 61    | 6     |

Летом 1977 года Облак перешёл в «Баварию» из Мюнхена, где выступал 3 сезона, в последнем из которых он выиграл чемпионат Германии. После этого Облак выступал за различные австрийские команды, включая «Шпитталь». Завершил свою карьеру в 1987 году.
| Клуб             | Сезон   | Чемпионат ФРГ | Чемпионат ФРГ | Кубок ФРГ | Кубок ФРГ | Кубок УЕФА | Кубок УЕФА | Итого | Итого |
| Клуб             | Сезон   | Игры          | Голы          | Игры      | Голы      | Игры       | Голы       | Игры  | Голы  |
| ---------------- | ------- | ------------- | ------------- | --------- | --------- | ---------- | ---------- | ----- | ----- |
| Бавария (Мюнхен) | 1977/78 | 23            | 1             | 3         | 0         | 4          | 1          | 30    | 2     |
| Бавария (Мюнхен) | 1978/79 | 28            | 3             | 2         | 0         | 0          | 0          | 30    | 3     |
| Бавария (Мюнхен) | 1979/80 | 20            | 1             | 2         | 0         | 6          | 0          | 28    | 1     |
| Бавария (Мюнхен) | Итого   | 71            | 5             | 7         | 0         | 10         | 1          | 88    | 6     |

### В сборной
В сборной Югославии Бранко Облак дебютировал 6 мая 1970 года в товарищеском матче со сборной Румынии, завершившимся со счётом 0:0. В составе сборной Петкович принял участие в чемпионате мира 1974 года и чемпионате Европы 1976 года. Свой последний матч за сборную Петкович сыграл в отборочном матче чемпионата мира 1978 года против сборной Румынии 8 мая 1977 года, тот матч завершился поражением югославов со счётом 0:2. Всего же за сборную Облак сыграл 46 официальных матчей в которых забил 6 голов. Также Облак сыграл 6 матчей за молодёжную сборную Югославии, в которых забил 1 гол. В 1972 году Облака вызвали в сборную мира, где он участвовал в прощальном матче Пеле, проходившем на Маракане.
| №  | Дата             | Соперник          | Счёт | Голы | Турнир                    |
| 1  | 6 мая 1970       | Румыния           | 0:0  | -    | Товарищеский матч         |
| 2  | 11 октября 1970  | Нидерланды        | 1:1  | -    | Отборочный матч к ЧЕ 1972 |
| 3  | 21 апреля 1971   | Румыния           | 0:1  | -    | Товарищеский матч         |
| 4  | 9 мая 1971       | ГДР               | 2:1  | -    | Отборочный матч к ЧЕ 1972 |
| 5  | 18 июля 1971     | Бразилия          | 2:2  | -    | Товарищеский матч         |
| 6  | 1 сентября 1971  | Венгрия           | 1:2  | 1    | Товарищеский матч         |
| 7  | 22 сентября 1971 | Мексика           | 4:0  | 1    | Товарищеский матч         |
| 8  | 16 октября 1971  | ГДР               | 0:0  | -    | Отборочный матч к ЧЕ 1972 |
| 9  | 27 октября 1971  | Люксембург        | 0:0  | -    | Отборочный матч к ЧЕ 1972 |
| 10 | 30 апреля 1972   | СССР              | 0:0  | -    | Отборочный матч к ЧЕ 1972 |
| 11 | 13 мая 1972      | СССР              | 0:3  | -    | Отборочный матч к ЧЕ 1972 |
| 12 | 14 июня 1972     | Венесуэла         | 10:0 | -    | Товарищеский матч         |
| 13 | 18 июня 1972     | Боливия           | 1:1  | -    | Товарищеский матч         |
| 14 | 22 июня 1972     | Парагвай          | 2:1  | -    | Товарищеский матч         |
| 15 | 25 июня 1972     | Перу              | 2:1  | -    | Товарищеский матч         |
| 16 | 29 июня 1972     | Шотландия         | 2:2  | -    | Товарищеский матч         |
| 17 | 2 июля 1972      | Бразилия          | 0:3  | -    | Товарищеский матч         |
| 18 | 6 июля 1972      | Чехословакия      | 2:1  | -    | Товарищеский матч         |
| 19 | 9 июля 1972      | Аргентина         | 4:2  | -    | Товарищеский матч         |
| 20 | 4 февраля 1973   | Тунис             | 5:0  | -    | Товарищеский матч         |
| 21 | 9 мая 1973       | ФРГ               | 1:0  | -    | Товарищеский матч         |
| 22 | 13 мая 1973      | Польша            | 2:2  | -    | Товарищеский матч         |
| 23 | 26 сентября 1973 | Венгрия           | 1:1  | -    | Товарищеский матч         |
| 24 | 21 октября 1973  | Испания           | 0:0  | -    | Отборочный матч к ЧМ 1974 |
| 25 | 13 февраля 1974  | Испания           | 1:0  | -    | Отборочный матч к ЧМ 1974 |
| 26 | 5 июня 1974      | Англия            | 2:2  | 1    | Товарищеский матч         |
| 27 | 13 июня 1974     | Бразилия          | 0:0  | -    | Чемпионат мира 1974       |
| 28 | 18 июня 1974     | Заир              | 9:0  | 1    | Чемпионат мира 1974       |
| 29 | 22 июня 1974     | Шотландия         | 1:1  | -    | Чемпионат мира 1974       |
| 30 | 26 июня 1974     | ФРГ               | 0:2  | -    | Чемпионат мира 1974       |
| 31 | 30 июня 1974     | Польша            | 1:2  | -    | Чемпионат мира 1974       |
| 32 | 28 сентября 1974 | Италия            | 1:0  | -    | Товарищеский матч         |
| 33 | 16 марта 1975    | Северная Ирландия | 0:1  | -    | Отборочный матч к ЧЕ 1976 |
| 34 | 31 мая 1975      | Нидерланды        | 3:0  | -    | Товарищеский матч         |
| 35 | 4 июня 1975      | Швеция            | 2:1  | -    | Отборочный матч к ЧЕ 1976 |
| 36 | 9 июня 1975      | Норвегия          | 3:1  | -    | Отборочный матч к ЧЕ 1976 |
| 37 | 15 октября 1975  | Швеция            | 3:0  | 1    | Отборочный матч к ЧЕ 1976 |
| 38 | 19 ноября 1975   | Северная Ирландия | 1:0  | 1    | Отборочный матч к ЧЕ 1976 |
| 39 | 17 апреля 1976   | Венгрия           | 0:0  | -    | Товарищеский матч         |
| 40 | 24 апреля 1976   | Уэльс             | 2:0  | -    | Отборочный матч к ЧЕ 1976 |
| 41 | 22 мая 1976      | Уэльс             | 1:1  | -    | Отборочный матч к ЧЕ 1976 |
| 42 | 17 июня 1976     | ФРГ               | 2:4  | -    | Чемпионат Европы 1976     |
| 43 | 19 июня 1976     | Нидерланды        | 2:3  | -    | Чемпионат Европы 1976     |
| 44 | 10 октября 1976  | Испания           | 0:1  | -    | Отборочный матч к ЧМ 1978 |
| 45 | 30 апреля 1977   | ФРГ               | 1:2  | -    | Товарищеский матч         |
| 46 | 8 мая 1977       | Румыния           | 0:2  | -    | Отборочный матч к ЧМ 1978 |

Итого: 46 матчей / 6 голов; 18 побед, 16 ничьих, 12 поражений.

### Тренерская
После завершения карьеры игрока, Облак работал тренером в «Олимпии» и клуба «Копер». В феврале 2004 года он возглавил молодёжную сборную Словении, а затем и первую команду, но после серии неудач был уволен 27 ноября 2006 года.

## Достижения

### Командные
«Олимпия» (Любляна)
- Финалист Кубка Югославии: 1970

 «Хайдук» (Сплит)
- Чемпион Югославии (2): 1974, 1975
- Обладатель Кубка Югославии: 1974

 «Шальке 04»
- Серебряный призёр чемпионата ФРГ: 1977

 «Бавария» (Мюнхен)
- Чемпион ФРГ: 1980

### Личные
- Лучший футболист Словении за период 1954—2003 годов (юбилейный приз к 50-летию UEFA)
- Спортсмен года в Словении: 1971
- Номинант на Золотой мяч (2): 1974, 1975

### Тренерские
«Олимпия» (Любляна)
- Чемпион Словении: 1994/95
- Бронзовый призёр чемпионата Словении: 2002/03
- Обладатель Кубка Словении: 2003
- Обладатель Суперкубка Словении: 1995

 «Рудар» (Веленье)
- Бронзовый призёр чемпионата Словении: 1999/00

 «Копер»
- Бронзовый призёр чемпионата Словении: 2001/02